# NGC 6170
NGC 6170 (другие обозначения — NGC 6176, MCG 10-23-76, ZWG 298.38, NPM1G +59.0187, PGC 58188) — галактика в созвездии Дракон.
Этот объект занесён в новый общий каталог несколько раз, с обозначениями NGC 6170, NGC 6176.
Этот объект входит в число перечисленных в оригинальной редакции «Нового общего каталога».